# Regionalwahl in den Abruzzen 2014
Die Regionalwahl in den Abruzzen 2014 fand am 25. Mai statt; der Regionalrat und der Präsident der Region wurden gleichzeitig gewählt.

## Ergebnis
| Kandidaten                             | Kandidaten               | Stimmen | %    | Listen                                                       | Stimmen | %    | Mandate |
| -------------------------------------- | ------------------------ | ------- | ---- | ------------------------------------------------------------ | ------- | ---- | ------- |
|                                        | Luciano D’Alfonsogewählt | 319.887 | 46,3 | Partito Democratico                                          | 171.095 | 25,4 | 10      |
| Regione Facile e Veloce                | Luciano D’Alfonsogewählt | 319.887 | 46,3 | 36.996                                                       | 5,5     | 2    |         |
| Abruzzo Civico                         | Luciano D’Alfonsogewählt | 319.887 | 46,3 | 33.676                                                       | 5,0     | 2    |         |
| Centro Democratico                     | Luciano D’Alfonsogewählt | 319.887 | 46,3 | 16.962                                                       | 2,5     | 1    |         |
| Sinistra Ecologia Libertà              | Luciano D’Alfonsogewählt | 319.887 | 46,3 | 16.151                                                       | 2,4     | 1    |         |
| Italia dei Valori                      | Luciano D’Alfonsogewählt | 319.887 | 46,3 | 14.306                                                       | 2,1     | 1    |         |
| Partito Socialista Italiano            | Luciano D’Alfonsogewählt | 319.887 | 46,3 | 11.666                                                       | 1,7     | –    |         |
| Valore Abruzzo                         | Luciano D’Alfonsogewählt | 319.887 | 46,3 | 11.261                                                       | 1,7     | –    |         |
| ↳ Gesamt                               | Luciano D’Alfonsogewählt | 319.887 | 46,3 | 312.113                                                      | 46,4    | 17   |         |
|                                        | Giovanni Chiodi          | 202.346 | 29,3 | Forza Italia                                                 | 112.215 | 16,7 | 4       |
| Nuovo Centrodestra – Unione di Centro  | Giovanni Chiodi          | 202.346 | 29,3 | 40.219                                                       | 6,0     | 1    |         |
| Abruzzo Futuro-Chiodi Presidente       | Giovanni Chiodi          | 202.346 | 29,3 | 25.210                                                       | 3,7     | 1    |         |
| Fratelli d’Italia – Alleanza Nazionale | Giovanni Chiodi          | 202.346 | 29,3 | 19.548                                                       | 2,9     | –    |         |
| Nicht gewählte Direktkandidat          | Giovanni Chiodi          | 202.346 | 29,3 | –                                                            | –       | 1    |         |
| ↳ Gesamt                               | Giovanni Chiodi          | 202.346 | 29,3 | 197.192                                                      | 29,3    | 7    |         |
|                                        | Sara Marcozzi            | 148.035 | 21,4 | Movimento 5 Stelle                                           | 143.779 | 21,4 | 6       |
|                                        | Maurizio Acerbo          | 21.224  | 3,1  | Un'Altra Regione con Acerbo (PRC – Libertà è Partecipazione) | 20.221  | 3,0  | –       |
| Gesamt                                 | Gesamt                   | 691.492 | 100  |                                                              | 673.305 | 100  | 30      |